# Estación de L'Isle-Adam - Parmain
La estación de L'Isle-Adam - Parmain es una estación ferroviaria francesa situada en la comuna de Parmain, en el departamento de Valle del Oise, al norte de París. Por ella transitan únicamente los trenes de la línea H del Transilien. 

## Historia
La estación data de 1846 cuando fue construida por la Compañía de Ferrocarriles del Norte como parte de la línea Pierrelaye - Creil. En 1938 pasó a depender de la SNCF.

## Descripción
Se compone de dos andenes laterales curvados y de dos vías. Un paso subterráneo permite acceder a cada andén. 
Dispone de atención comercial, de máquinas expendedoras de billetes y ofrece información en tiempo real sobre los trenes gracias al sistema infogare. 